# Nazionale maschile di hockey su pista della Spagna
La Nazionale di hockey su pista della Spagna è la selezione maschile di hockey su pista che rappresenta la Spagna in ambito internazionale. Attiva dal 1947 opera sotto la giurisdizione della Federazione di pattinaggio della Spagna.

## Storia

### Gli esordi e gli anni '40 e '50
La nazionale della Spagna fece il suo esordio internazionale durante il campionato del mondo del 1947 che si svolse a Lisbona in Portogallo. Gli iberici giocarono sei gare raccogliendo tre vittorie, un pareggio e due sconfitte, classificandosi al terzo posto dietro i campioni del mondo del Portogallo e al Belgio medaglia d'argento. Chiude gli anni '40 raccogliendo un quarto posto nel 1949 e un secondo posto nel 1949.
Dopo un quarto posto colto nel Campionato mondiale maschile di hockey su pista Milano 1950 la Spagna diventa per la prima volta nella sua storia campione del Mondo e d'Europa. Nel torneo giocato in casa, a Barcellona, la nazionale spagnola vince nove delle dieci gare in programma, pareggiando solo l'incontro con la Francia laureandosi appunto campione del Mondo e d'Europa davanti al solito Portogallo ed all'Italia medaglia di bronzo. Nel 1952 la squadra non riesce a ripetersi e giunge terza. Dopo questi primi successi la nazionale iberica trionfa ancora due volte nel campionato del mondo (1954, 1955), tre volte nel campionato europeo (1954, 1955, 1957) e tre coppe delle nazioni di Montreux (1952, 1957, 1959).

### Gli anni '60 e '70
Durante gli anni '60 la nazionale della Spagna vinse altri due titoli mondiali (1964, 1966) giocando nelle due edizioni un totale di 18 incontri senza incontrare alcuna sconfitta; il peggior piazzamento fu un terzo posto colto nel 1962. Vinse anche un campionato europeo (1957, 1969) e tre coppe delle nazioni (1960, 1964, 1967).
Durante gli anni '70 continua la striscia vittoriosa della nazionale iberica; in particolare arrivano ben tre titoli mondiali (1970, 1972, 1976) e 3 coppe delle nazioni (1971, 1975, 1976); nel campionato europeo invece coglie quattro volte il secondo posto sempre dietro al forte Portogallo riuscendo solo a vincere l'edizione del 1979 giocato in casa a Barcellona.

### Gli anni '80 e '90
Gli anni '80 sono stati invece più avari di successi per la Spagna; la nazionale di Madrid infatti vince solo due titoli mondiali (1980, 1989), collezionando anche un quarto posto nel 1984 e andando per la prima volta fuori dal podio dall'edizione del 1950; andò meglio in ambito europeo dove gli iberici conquistarono il campionato per tre volte consecutive (1981, 1983, 1985).
Il decennio successivo è ancora più difficile per le furie rosse spagnole. Infatti in tutti gli anni '90 conquistano solo la coppa delle nazioni del 1991; ai mondiali del Porto 1991 vengono eliminati dalla modesta nazionale dei Paesi Bassi ai quarti di finale del torneo giungendo solo sesti in classifica finale, peggior piazzamento di sempre. Anche agli europei otterranno solo dei piazzamenti.

### Gli anni 2000 e 2010

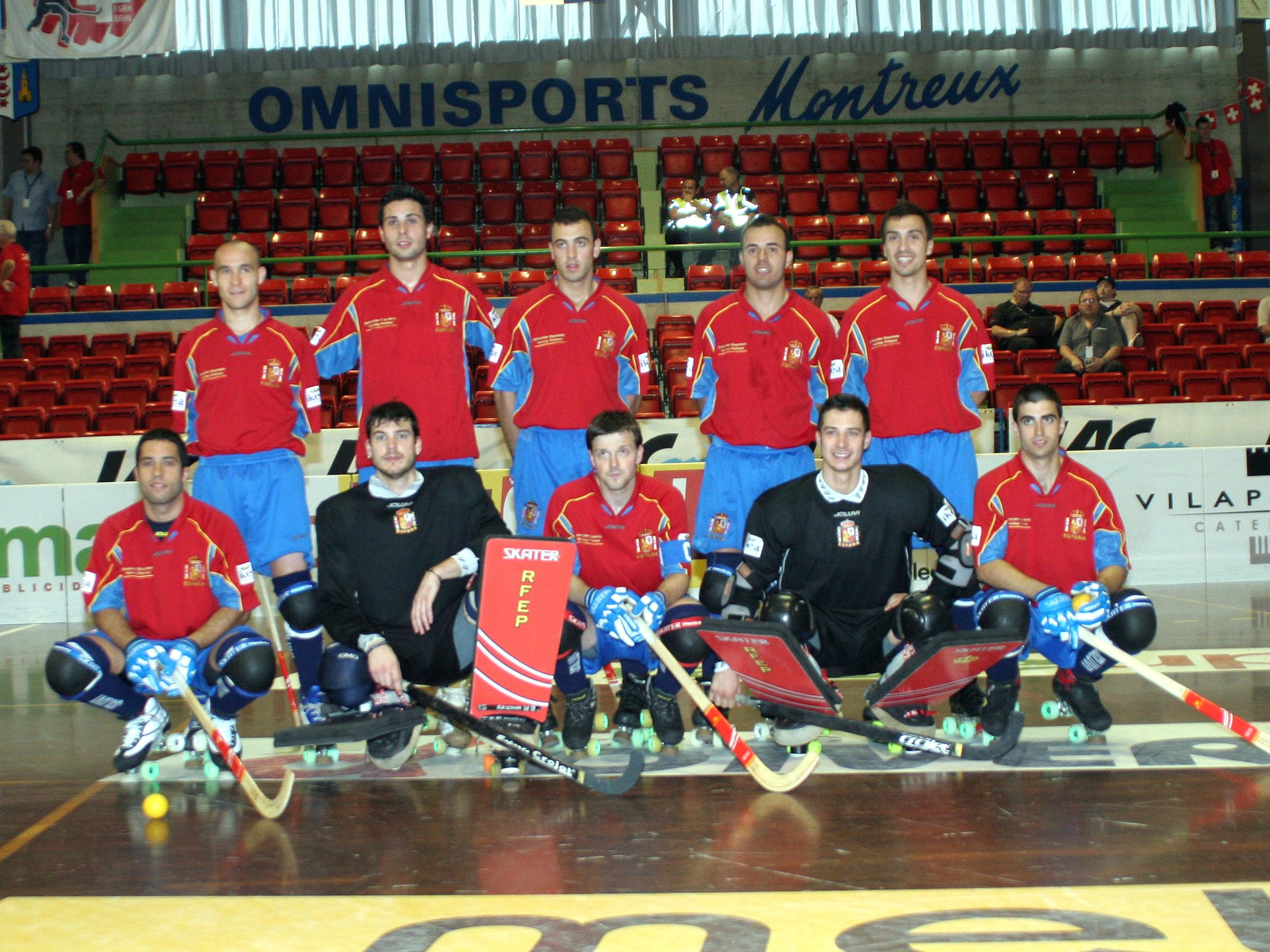
La Spagna campione del mondo 2007.

Gli anni 2000 vedono il ritorno della nazionale della Spagna come assoluta protagonista della scena hockeistica internazionale. Gli iberici infatti conquistano ben sette titoli mondiali (2001, 2005, 2007, 2009, 2011, 2013, 2017) di cui cinque consecutivi che è l'attuale record per la manifestazione iridata. In ambito europeo arrivarono sette titoli consecutivi (2000, 2002, 2004, 2006, 2008, 2010, 2012) e quattro coppe delle nazioni rimanendo imbattuta per ben dieci anni

## Palmares
- Campionato mondiale: 18
1951, 1954, 1955, 1964, 1966, 1970, 1972, 1976, 1980, 1989, 2001, 2005, 2007, 2009, 2011, 2013, 2017, 2024
- Campionato europeo: 19
1951, 1954, 1955, 1957, 1969, 1979, 1981, 1983, 1985, 2000, 2002, 2004, 2006, 2008, 2010, 2012, 2018, 2021, 2023
- Coppa delle Nazioni: 16
1952, 1957, 1959, 1960, 1964, 1967, 1971, 1975, 1976, 1980, 1991, 1999, 2001, 2003, 2005, 2007
- Coppa Latina: 2
1958, 1963

## Partecipazioni ai principali tornei internazionali
- 1936 Non partecipante
- 1939 Non partecipante
- 1947  3º posto
- 1948 4º posto
- 1949  2º posto
- 1950 4º posto
- 1951  Campione
- 1952  3º posto
- 1953  3º posto
- 1954  Campione
- 1955  Campione
- 1956  2º posto
- 1958  2º posto
- 1960  2º posto
- 1962  3º posto
- 1964  Campione
- 1966  Campione
- 1968  2º posto
- 1970  Campione
- 1972  Campione
- 1974  2º posto
- 1976  Campione
- 1978  2º posto
- 1980  Campione
- 1982  2º posto
- 1984 4º posto
- 1986  2º posto
- 1988  2º posto
- 1989  Campione
- 1991 Quarti di finale
- 1993 4º posto
- 1995  3º posto
- 1997  3º posto
- 1999  2º posto
- 2001  Campione
- 2003  3º posto
- 2005  Campione
- 2007  Campione
- 2009  Campione
- 2011  Campione
- 2013  Campione
- 2015  2º posto
- 2017  Campione
- 2019  3º posto
- 2022 5º posto
- 2024  Campione

- 1926 Non partecipante
- 1927 Non partecipante
- 1928 Non partecipante
- 1929 Non partecipante
- 1930 Non partecipante
- 1931 Non partecipante
- 1932 Non partecipante
- 1934 Non partecipante
- 1937 Non partecipante
- 1938 Non partecipante
- 1957  Campione
- 1959  2º posto
- 1961  2º posto
- 1963  2º posto
- 1965  2º posto
- 1967  2º posto
- 1969  Campione
- 1971  2º posto
- 1973  2º posto
- 1975  2º posto
- 1977  2º posto
- 1979  Campione
- 1981  Campione
- 1983  Campione
- 1985  Campione
- 1987  2º posto
- 1990  2º posto
- 1992  3º posto
- 1994  2º posto
- 1996  3º posto
- 1998  2º posto
- 2000  Campione
- 2002  Campione
- 2004  Campione
- 2006  Campione
- 2008  Campione
- 2010  Campione
- 2012  Campione
- 2014  2º posto
- 2016  3º posto
- 2018  Campione
- 2021  Campione
- 2023  Campione

- 1956  3º posto
- 1957  3º posto
- 1958  Campione
- 1959  2º posto
- 1960  2º posto
- 1961  2º posto
- 1962  2º posto
- 1963  Campione

## Rose

### Campionato mondiale
Campionato mondiale maschile di hockey su pista Barcellona 20191 Malián, 2 Roca, 3 Casanovas, 4 Font, 5 Alabart, 6 Lamas, 7 Adroher, 8 Bargalló, 9 Pérez, 10 Fernández, CT: A. Domínguez

### Campionato europeo
Campionati europei di hockey su pista 20211 Malián, 2 Panadero, 3 Alabart, 4 Aragonès, 5 Carballeira, 6 Barroso, 8 Bargalló, 9 Gonzalez, 10 Grau, CT: G. Cabestany